# Pseudanarta vexata
Pseudanarta vexata är en fjärilsart som beskrevs av John G. Franclemont 1941. Pseudanarta vexata ingår i släktet Pseudanarta och familjen nattflyn. Inga underarter finns listade i Catalogue of Life.